# Mohammad Rasoulof
Mohammad Rasoulof, född 16 november 1972 i Shiraz i sydvästra Iran, är en iransk filmregissör, manusförfattare och producent 
Rasoulof regidebuterade med Gagooman (2002) och följde upp med Iron island (2005). Till följd av sitt filmskapande har Rasoulof har gripits och dömts flera gånger av regimen i Iran. Han dömdes 2010 tillsammans med Jafar Panahi till sex års fängelse och tjugo års arbetsförbud, en dom som de överklagade. Hans film Be omidé didar (Good Bye) handlar om en ung advokat som söker visum för att lämna Iran, något som Rasoulof själv gjorde samma år. Filmen visades vid filmfestivalen i Cannes 2011. Han fick ett bredare genombrott 2013 i Cannes med filmen Manuscripts don't burn som vann de internationella filmkritikernas pris i sektionen Un certain regard. År 2018 vann även Rasoulofs film En hederlig man pris för bästa film i samma sektion.
2020 tilldelades Rasoulof Guldbjörnen vid filmfestivalen i Berlin för There is no evil som kretsar kring dödsstraffet. Kort därefter dömdes han till ett års fängelse för ”propaganda mot systemet” samt fick både yrkesförbud i två år och reseförbud.
År 2024 dömdes han till åtta års fängelse och piskstraff med motiveringen att hans filmer var ”exempel på samröre med avsikt att begå brott mot landets säkerhet”. Då fängelsedomen skulle verkställas med kort varsel valde Rasoulof att fly från Iran. Han publicerade då ett videoklipp där han fördömde den iranska regimen. Några veckor efter detta har hans film  film Det heliga trädets frukter premiär på filmfestivalen i Cannes. Filmen, som tävlar om Guldpalmen har försökt stoppas i Iran. Flera tunga namn i filmvärlden har visat sitt stöd för Mohammad Rasoulof.
Hans dotter Baran Rasoulof är skådespelare.